# Cotton Fields
"Cotton Fields", ook bekend als "Cotton Fields (The Cotton Song)" en "In Them Old Cotton Fields Back Home", is een bluesnummer geschreven door Lead Belly uit 1940.
Lead Belly schreef het nummer en nam het op in 1940. Het nummer won aan bekendheid toen de Amerikaanse zangeres Odetta in de Tin Angel-nachtclub in San Francisco in 1954 het nummer zong, onder de titel "Old Cotton Fields at Home". Harry Belafonte bracht zijn versie van het nummer tweemaal uit, eerst op zijn album Belafonte Sings the Blues uit 1958 en vervolgens op het live-album Belafonte uit 1959 in Carnegie Hall. In 1957 trad de destijds dertienjarige Jimmy Page met zijn skiffleband op op tv waar ze dit nummer speelden. The Highwaymen hadden met hun versie in 1961 een top 20-hit. 
Het nummer werd ook opgenomen door verschillende country- en folkartiesten, waaronder Ferlin Husky, Buck Owens, The New Christy Minstrels, Johnny Cash, Udo Jürgens en The Seekers. Creedence Clearwater Revival had in 1970 een nummer 1-hit in Mexico met hun versie en Elvis Presley zong het lied in de film Elvis: That's The Way It Is.

## Versie van The Beach Boys
De Amerikaanse popgroep The Beach Boys coverde het nummer (nu "Cottonfields" getiteld) tijdens opnames op 18 en 19 november 1968. Hierbij vertolkte Al Jardine de leadzang. Het nummer werd uitgebracht op het album 20/20 uit 1969 en een jaar later op single uitgebracht.
In de Verenigde Staten wist het nummer de top 100 niet te halen, maar in andere landen werd het wel een grote hit. Het haalde de eerste plek in Australië en Noorwegen, en de Top 10 in Denemarken, Ierland, het Verenigd Koninkrijk en Zweden. In Nederland werd de twaalfde plek behaald.

### NPO Radio 2 Top 2000
Cotton Fields stond alleen in 2002 in de NPO Radio 2 Top 2000, op plek 1556.